# CHOP (médecine)
Pour les articles homonymes, voir Chop.

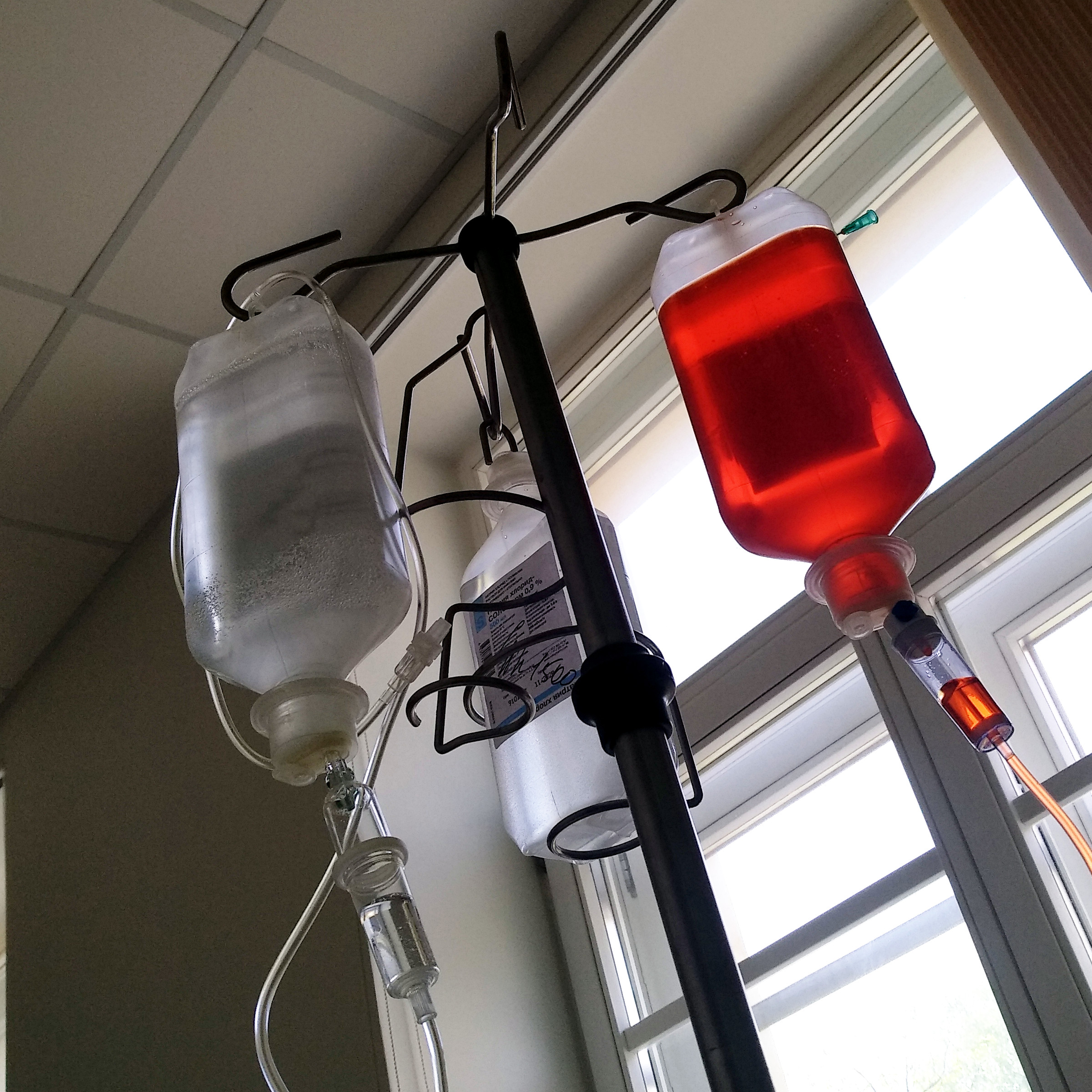
Perfusion des composants R, C, H et O du R-CHOP. La fiole rouge contient la doxorubicine (H), le composant le plus toxique. La prednisolone (P) est administrée les quatre ou cinq jours suivants par voie intraveineuse ou en comprimés.

CHOP est l'acronyme d'une polychimiothérapie utilisée pour traiter certains cancers.
Il est composé des quatre principes actifs suivant:
- C = Cyclophosphamide (Endoxan™) : 750 mg/m² à J1, un agent alkylant de la famille des moutardes à l'azote, provoquant des lésions au niveau de l'ADN par formation de ponts inter-chaine.
- H = Hydroxyadriamycine (Adriblastine™) : 50 mg/m² à J1 (également appelée plus couramment doxorubicine; nom commercial: Adriamycine), qui est une anthracycline, c'est-à-dire un agent s'intercalant entre les brins d'ADN.
- O = Oncovin ™ vincristine : 1 mg/m² à J1, un poison du fuseau mitotique, inhibant la polymérisation de celui-ci en se fixant à la tubuline.
- P = Prednisone (Cortancyl™) : 40 mg/m² de J1 à J5, la prednisone est un corticoïde.

Cette association de chimiothérapie reste le traitement standard dans certains pays, dont les États-Unis.  En Europe cette chimiothérapie est réservée, aux patients âgés de plus de 60 ans et pour les personnes souffrant de tumeurs cancéreuses intestinales rare par exemple du duodénum principalement.

## Historique
Le protocole CHOP dérive d'un protocole qui a montré son efficacité dans le traitement des lymphomes en 1975.

## Indications
Lymphome non hodgkinien B grandes cellules (ou réfractaires en 2e ligne)